# Перпіньян (округ)
Округ Перпіньян (фр. Arrondissement de Perpignan) — округ у Франції, в департаменті Східні Піренеї. 2023 року округ об'єднував 39 муніципалітетів, населення становило 289 110 осіб.
Адміністративний центр (супрефектура) — Перпіньян.

## Муніципалітети
Список муніципалітетів округу та їхні коди INSEE:
1. Бао (66012)
2. Бексас (66014)
3. Бомпас (66021)
4. Венгро (66231)
5. Вільлонг-де-ла-Саланк (66224)
6. Вільнев-де-ла-Рао (66227)
7. Вільнев-ла-Рив'єр (66228)
8. Еспіра-де-л'Аглі (66069)
9. Естажель (66071)
10. Кабестані (66028)
11. Каз-де-Пен (66041)
12. Кальс (66030)
13. Кане-ан-Руссійон (66037)
14. Каноес (66038)
15. Кассань (66042)
16. Клера (66050)
17. Ле-Баркарес (66017)
18. Ле-Соле (66195)
19. Монне (66118)
20. Опуль-Перійос (66127)
21. Пезія-ла-Рив'єр (66140)
22. Пейреторт (66138)
23. Перпіньян (66136)
24. Піа (66141)
25. Поллестр (66144)
26. Понтея (66145)
27. Ривальт (66164)
28. Салей (66189)
29. Сальс-ле-Шато (66190)
30. Сен-Іпполіт (66176)
31. Сен-Лоран-де-ла-Саланк (66180)
32. Сен-Назер (66186)
33. Сен-Фелію-д'Аваль (66174)
34. Сент-Естев (66172)
35. Сент-Марі (66182)
36. Торрей (66212)
37. Тотавель (66205)
38. Тулуж (66213)
39. Юп'я (66101)